# کیت الیزابت راسل
کیت الیزابت راسل (زادهٔ ۱۹۸۴) نویسندهٔ آمریکایی است. اولین رمان او، ونسای غمگین من، در سال ۲۰۲۰ منتشر شد و پرفروش‌ترین کتاب آمریکا شد.

## زندگی‌نامه
راسل در شهر کلیفتون، مین بزرگ شد و در دبیرستان یادبود جان باپست در بنگر، مین تحصیل کرد. او متعاقباً به عنوان دانشجوی کارشناسی در دانشگاه مین در فارمینگتون تحصیل کرد و در سال ۲۰۰۶ مدرک کارشناسی در نویسندگی خلاق را اخذ کرد و پس از آن کارشناسی ارشد را از دانشگاه ایندیانا و دکترای نویسندگی خلاق را از دانشگاه کانزاس گرفت.

## ونسای غمگین من
اولین رمان راسل روایتی ساختگی از رابطهٔ جنسی آسیب‌زا بین قهرمان داستان، ونسا وای، و جیکوب استرن ارائه می‌دهد. ونسای پانزده ساله، دانش‌آموزی تنها در مدرسهٔ شبانه‌روزی است که استرین، معلم انگلیسی ۴۲ سالهٔ او، شروع به مراقبت از او برای شروع یک رابطهٔ جنسی می‌کند و این موضوع سایهٔ وحشتناکی بر زندگی ونسا می‌اندازد. این رمان دارای (روایت اول‌شخص) است که در بین سال‌های ۲۰۰۰، ۲۰۰۷ و ۲۰۱۷ در زمان به جلو و عقب می‌پرد و در سال ۲۰۱۷ زمینهٔ اجتماعی پیوستن به جنبش من هم را برای راسل فراهم کرد.
، تلویحاً اینطور از رمان استنباط می‌شود که ونسا راوی غیرقابل اعتمادی است؛ زیرا تمایلی به دیدن خود به عنوان قربانی یا استرین به عنوان یک شکارچی ندارد.
ونسای غمگین من در فهرست کتاب‌های پرفروش نیویورک تایمز قرار گرفت. برای ترجمه و انتشار در ۲۲ کشور انتخاب شد و برای اکران شدن کاندید شد. در تعدادی از نشریات مورد بررسی مثبت قرار گرفت و ونسا تاریک من، راسل را در مورد رویکرد رمان به روابط جنسی آزاردهنده و همچنین حق فرد قربانی برای حفظ حریم خصوصی در مورد ترومای گذشته به گفتگوی عمومی کشاند.
راسل برای فیلم ونسای تاریک من نامزد دریافت جایزه دیلن توماس در سال ۲۰۲۱ شد.

## جنجال
پیش از انتشار رمان ونسای غمگین من، نویسنده‌ای به نام وندی سی. اورتیز اذعان کرد که کتاب راسل حمایتی متفاوت با کتاب خاطرات خود او دربارهٔ رابطه با معلم کلاس هشتمش دریافت کرده‌است و این موضوع پیش از انتشار رمان جنجالی به راه انداخت. اورتیز همچنین ادعا کرد که ونسای غمگین من، که او آن را نخوانده بود، «شباهت‌های داستانی وهم‌انگیز» با خاطراتش داشت. همان‌طور که توسط آسوشیتدپرس گزارش شده‌است، «بازبینانی که به هر دو کتاب نگاه کردند، هیچ مدرکی دال بر سرقت ادبی مشاهده نکردند.» با این وجود، در پاسخ به نظرات رسانه‌های اجتماعی، و در پی جنجال بر سر رمان کثافت آمریکایی، اپرا وینفری، که در ابتدا ونسای غمگین من را به عنوان منتخبی برای باشگاه کتاب تأثیرگذار خود انتخاب کرده بود، این انتخاب را لغو کرد.
در نتیجهٔ اتهامات سرقت ادبی و تصاحب، راسل بیانیه‌ای عمومی داد و فاش کرد که در ونسای غمگین من از تجربیات خودش در مورد سوء استفادهٔ جنسی در نوجوانی الهام گرفته‌است.